# Lorenzo D'Anna
Lorenzo D'Anna (Oggiono, 29 gennaio 1972) è un allenatore di calcio ed ex calciatore italiano, di ruolo difensore.

## Carriera

### Giocatore

#### Gli inizi
Dopo le esperienze con Como e Pro Sesto (in prestito), in Serie C1, viene acquistato dalla Fiorentina nel novembre 1992. Esordisce in Serie A il 10 gennaio 1993 in Udinese-Fiorentina 4-0. A fine stagione totalizza 5 presenze con i viola, che retrocedono in Serie B. Riconfermato nella serie cadetta, rimane ai margini della squadra che riconquista immediatamente la Serie A, collezionando altre 5 presenze.

#### Chievo
Nel 1994 passa al Chievo, neopromosso in Serie B. Diventa bandiera e capitano della formazione clivense, nella quale milita ininterrottamente per 13 stagioni conquistando anche la prima promozione in serie A e la qualificazione ai preliminari di Champions League.
Una delle colonne portanti del Chievo dei Miracoli, insieme a D'Angelo ha formato un'ottima coppia di centrali difensivi durante le annate in Serie B e la prima storica nella massima serie.
Con la maglia gialloblu ha siglato anche il primo gol in massima serie (il 25 novembre 2001, in occasione della vittoria casalinga per 2-0 contro il Perugia) e ha collezionato in tutto 354 partite ufficiali e 16 reti tra serie A e serie B. Ha inoltre avuto modo di esordire con gli scaligeri in una competizione europea ufficiale, scendendo in campo nelle due gare del Primo turno preliminare di Coppa UEFA contro la Stella Rossa.
È secondo nella graduatoria delle presenze all-time della squadra scaligera, dietro a Sergio Pellissier.

#### Ultimi anni
Nell'agosto 2007, in seguito alla retrocessione in Serie B, lascia il Chievo per passare a titolo definitivo al Piacenza firmando un contratto annuale. Nel gennaio 2008, dopo sole 15 presenze, rescinde il contratto con la squadra piacentina, e firma con il Treviso. Le 12 gare giocate nella fase finale della stagione 2007-2008 sono le ultime della sua carriera professionistica.

### Dopo il ritiro
Una volta conclusa la carriera da calciatore, entra nello staff del Chievo come assistente del direttore sportivo Giovanni Sartori. Dal 9 ottobre 2012 è il nuovo tecnico della Primavera del Chievo, subentrando a Paolo Nicolato passato al ruolo di vice di Eugenio Corini.
Il 9 luglio 2013 è nominato allenatore del Südtirol, formazione militante nella Lega Pro.
Nel 2014 viene richiamato alla guida della Primavera del Chievo, sostituendo Paolo Nicolato passato al Lumezzane. Il 29 aprile 2018, a tre giornate dalla fine del campionato, viene promosso alla guida della prima squadra sostituendo l'esonerato Rolando Maran, che lascia la formazione gialloblù al terzultimo posto. Esordisce in panchina il 5 maggio nella vittoria per 2-1 sul Crotone; vince anche le successive due gare, portando a compimento la salvezza dei clivensi. Viene confermato anche per la stagione successiva, ma il 9 ottobre 2018 viene esonerato dopo aver raccolto 2 punti nelle prime otto giornate, lasciando i gialloblù all'ultimo posto in classifica.
Il 27 marzo 2022 subentra a Carmine Parlato sulla panchina del Trento, in Serie C. Conquista la salvezza al termine della stagione avendo la meglio sulla Giana Erminio ai play-out. Confermato anche per la stagione successiva, viene esonerato il 9 ottobre 2022 dopo uno stentato avvio di campionato.

## Statistiche

### Presenze e reti nei club
| Stagione          | Squadra           | Campionato        | Campionato | Campionato | Coppe nazionali | Coppe nazionali | Coppe nazionali | Coppe continentali | Coppe continentali | Coppe continentali | Altre coppe | Altre coppe | Altre coppe | Totale | Totale |
| Stagione          | Squadra           | Comp              | Pres       | Reti       | Comp            | Pres            | Reti            | Comp               | Pres               | Reti               | Comp        | Pres        | Reti        | Pres   | Reti   |
| ----------------- | ----------------- | ----------------- | ---------- | ---------- | --------------- | --------------- | --------------- | ------------------ | ------------------ | ------------------ | ----------- | ----------- | ----------- | ------ | ------ |
| 1990-1991         | Como              | C1                | 1          | 0          | CI              | -               | -               | -                  | -                  | -                  | -           | -           | -           | 1      | 0      |
| 1991-1992         | Pro Sesto         | C1                | 27         | 1          | -               | -               | -               | -                  | -                  | -                  | -           | -           | -           | 27     | 1      |
| ago.-ott.1992     | Como              | C1                | 7          | 1          | CI              | 1               | 0               | -                  | -                  | -                  | -           | -           | -           | 8      | 1      |
| Totale Como       | Totale Como       | Totale Como       | 8          | 1          |                 | 1               | 0               |                    | -                  | -                  |             | -           | -           | 9      | 1      |
| nov.1992-1993     | Fiorentina        | A                 | 5          | 0          | CI              | -               | -               | -                  | -                  | -                  | -           | -           | -           | 5      | 0      |
| 1993-1994         | Fiorentina        | B                 | 5          | 0          | CI              | 2               | 0               | -                  | -                  | -                  | -           | -           | -           | 7      | 0      |
| Totale Fiorentina | Totale Fiorentina | Totale Fiorentina | 10         | 0          |                 | 2               | 0               |                    | -                  | -                  |             | -           | -           | 12     | 0      |
| 1994-1995         | Chievo            | B                 | 11         | 0          | CI              | 3               | 0               | -                  | -                  | -                  | -           | -           | -           | 14     | 0      |
| 1995-1996         | Chievo            | B                 | 35         | 0          | CI              | 2               | 0               | -                  | -                  | -                  | -           | -           | -           | 37     | 0      |
| 1996-1997         | Chievo            | B                 | 25         | 1          | CI              | 2               | 1               | -                  | -                  | -                  | -           | -           | -           | 27     | 2      |
| 1997-1998         | Chievo            | B                 | 35         | 0          | CI              | 2               | 0               | -                  | -                  | -                  | -           | -           | -           | 37     | 0      |
| 1998-1999         | Chievo            | B                 | 32         | 3          | CI              | 3               | 0               | -                  | -                  | -                  | -           | -           | -           | 35     | 3      |
| 1999-2000         | Chievo            | B                 | 33         | 1          | CI              | 2               | 0               | -                  | -                  | -                  | -           | -           | -           | 35     | 1      |
| 2000-2001         | Chievo            | B                 | 22         | 1          | CI              | -               | -               | -                  | -                  | -                  | -           | -           | -           | 22     | 1      |
| 2001-2002         | Chievo            | A                 | 29         | 2          | CI              | 3               | 0               | -                  | -                  | -                  | -           | -           | -           | 32     | 2      |
| 2002-2003         | Chievo            | A                 | 27         | 2          | CI              | 1               | 0               | CU                 | 2                  | 0                  | -           | -           | -           | 30     | 2      |
| 2003-2004         | Chievo            | A                 | 25         | 3          | CI              | -               | -               | -                  | -                  | -                  | -           | -           | -           | 25     | 3      |
| 2004-2005         | Chievo            | A                 | 34         | 1          | CI              | -               | -               | -                  | -                  | -                  | -           | -           | -           | 34     | 1      |
| 2005-2006         | Chievo            | A                 | 25         | 2          | CI              | 2               | 0               | -                  | -                  | -                  | -           | -           | -           | 27     | 2      |
| 2006-2007         | Chievo            | A                 | 21         | 0          | CI              | -               | -               | UCL+CU             | -                  | -                  | -           | -           | -           | 21     | 0      |
| Totale Chievo     | Totale Chievo     | Totale Chievo     | 354        | 16         |                 | 20              | 1               |                    | 2                  | 0                  |             | -           | -           | 376    | 17     |
| 2007-gen. 2008    | Piacenza          | B                 | 15         | 0          | CI              | -               | -               | -                  | -                  | -                  | -           | -           | -           | 15     | 0      |
| gen.-giu. 2008    | Treviso           | B                 | 12         | 0          | -               | -               | -               | -                  | -                  | -                  | -           | -           | -           | 12     | 0      |
| Totale carriera   | Totale carriera   | Totale carriera   | 426        | 18         |                 | 23              | 1               |                    | 2                  | 0                  |             | -           | -           | 451    | 19     |

### Statistiche da allenatore
Statistiche aggiornate al 9 ottobre 2022.
| Stagione        | Squadra         | Campionato      | Campionato | Campionato | Campionato | Campionato | Coppe nazionali | Coppe nazionali | Coppe nazionali | Coppe nazionali | Coppe nazionali | Coppe continentali | Coppe continentali | Coppe continentali | Coppe continentali | Coppe continentali | Altre coppe | Altre coppe | Altre coppe | Altre coppe | Altre coppe | Totale | Totale | Totale | Totale | % Vittorie | Piazzamento     |
| Stagione        | Squadra         | Comp            | G          | V          | N          | P          | Comp            | G               | V               | N               | P               | Comp               | G                  | V                  | N                  | P                  | Comp        | G           | V           | N           | P           | G      | V      | N      | P      | %          | Piazzamento     |
| --------------- | --------------- | --------------- | ---------- | ---------- | ---------- | ---------- | --------------- | --------------- | --------------- | --------------- | --------------- | ------------------ | ------------------ | ------------------ | ------------------ | ------------------ | ----------- | ----------- | ----------- | ----------- | ----------- | ------ | ------ | ------ | ------ | ---------- | --------------- |
| 2013-2014       | Südtirol        | 1D              | 5          | 1          | 2          | 2          | CI + CI-LP      | 2+1             | 1               | 0               | 1+1             | -                  | -                  | -                  | -                  | -                  | -           | -           | -           | -           | -           | 8      | 2      | 2      | 4      | 25,00      | Esonerato       |
| apr.-giu. 2018  | Chievo          | A               | 3          | 3          | 0          | 0          | CI              | 0               | 0               | 0               | 0               | -                  | -                  | -                  | -                  | -                  | -           | -           | -           | -           | -           | 3      | 3      | 0      | 0      | 100,00&    | Subentrato, 13º |
| ago.-ott. 2018  | Chievo          | A               | 8          | 0          | 2          | 6          | CI              | 1               | 1               | 0               | 0               | -                  | -                  | -                  | -                  | -                  | -           | -           | -           | -           | -           | 9      | 1      | 2      | 6      | 11,11      | Esonerato       |
| Totale Chievo   | Totale Chievo   | Totale Chievo   | 11         | 3          | 2          | 6          |                 | 1               | 1               | 0               | 0               |                    | -                  | -                  | -                  | -                  |             | -           | -           | -           | -           | 12     | 4      | 2      | 6      | 33,33      |                 |
| mar.-giu. 2022  | Trento          | C               | 4+2        | 1+2        | 3          | 0          | CI-C            | -               | -               | -               | -               | -                  | -                  | -                  | -                  | -                  | -           | -           | -           | -           | -           | 6      | 3      | 3      | 0      | 50,00      | Subentrato, 16º |
| ago.-ott. 2022  | Trento          | C               | 7          | 1          | 2          | 4          | CI-C            | 1               | 0               | 0               | 1               | -                  | -                  | -                  | -                  | -                  | -           | -           | -           | -           | -           | 8      | 1      | 2      | 5      | 12,50      | Esonerato       |
| Totale Trento   | Totale Trento   | Totale Trento   | 13         | 4          | 5          | 4          |                 | 1               | 0               | 0               | 1               |                    | -                  | -                  | -                  | -                  |             | -           | -           | -           | -           | 14     | 4      | 5      | 5      | 28,57      |                 |
| Totale carriera | Totale carriera | Totale carriera | 29         | 8          | 9          | 12         |                 | 5               | 2               | 0               | 3               |                    | -                  | -                  | -                  | -                  |             | -           | -           | -           | -           | 34     | 10     | 9      | 15     | 29,41      |                 |

## Palmarès

### Giocatore
- Campionato italiano di Serie B: 1

Fiorentina: 1993-1994